# Mutirão Reflorestamento
O Programa Mutirão Reflorestamento busca o reflorestamento das encostas e dos manguezais no município do Rio de Janeiro. Criado pela Prefeitura do Rio em 1987, o programa trabalha com equipes de campo locais e contribui para a recomposição da cobertura florestal e para a restauração da Mata Atlântica, sendo reconhecido com homenagens e premiações de agências da ONU, do Ministério do Meio Ambiente e de fundações particulares.

## Histórico

### Antecedentes
Em 1984, a Secretaria Municipal de Desenvolvimento Social do município do Rio de Janeiro criou o Projeto Mutirão Reflorestamento, cujo objetivo era a implantação de rede de esgoto e pavimentação em comunidades de baixa renda, com o apoio de mão-de-obra local e voluntária. Com a percepção de que seria necessário mais tempo para realizar um trabalho de qualidade, a prefeitura adotou o "mutirão remunerado", com trabalhadores contratados pela prefeitura e remunerados de acordo com tarefas executadas. A partir de novembro de 1986, as equipes começaram a trabalhar na recuperação de áreas de encostas desmatadas, com o intuito de evitar deslizamentos.

### Primeiros anos
Em 1987, foram plantadas 14.725 mudas no projeto-piloto do Morro São José Operário, na Praça Seca. Em 1994, convertido em programa contínuo de reflorestamento, o Programa Mutirão Reflorestamento foi transferido para a recém-criada Secretaria Municipal de Meio Ambiente. Entre as intervenções mais antigas, incluem-se o Morro Dois Irmãos, no Leblon, a Pedra do Padre e o Morro da Helena, em Curicica.

## Reflorestamento
O reflorestamento é realizado em uma sequência de etapas, que se inicia com a seleção da área a ser recuperada. Em seguida, ocorre a articulação comunitária, com a seleção das equipes de campo. Essas equipes são responsáveis por limpeza de aceiros, roçada, replantio, adubação de cobertura, combate às pragas, desbastes e podas.
Para o reflorestamento, são empregadas cerca de 200 espécies arbóreas, das quais são escolhidas as 36 mais importantes para o plantio intensivo. As sementes são coletadas a partir de 1.400 árvores matrizes cadastradas tendo em vista a manutenção da diversidade biológica. Em 2007, o Programa contava com quatro viveiros florestais: os de Campo Grande e do Parque Vila Isabel, com produção mensal de cerca de 25 mil mudas; o de Guaratiba, produzindo cerca de 45 mil mudas; e o do Grumari, com cerca de 15 mil mudas. Em 2013, havia cinco viveiros com produção anual de 1 milhão de mudas, ao passo que em 2019 eram seis viveiros e capacidade semelhante.
Após o preparo do terreno, é realizada a cobertura do solo, com plantas que toleram um ambiente menos parecido com o bioma. Quando estas plantas se estabelecem, são inseridas espécies que dependem delas para sobrevivência, recriando ambiente semelhante ao da floresta original. Em 2013, o Programa estava empenhado em atrair aves e abelhas nativas da Mata Atlântica, que atuam como polinizadores e espalhadores de sementes.
De acordo com o coordenador de recuperação ambiental da Prefeitura do Rio de Janeiro, o engenheiro ambiental Marcelo Hudson de Souza, "a região plana do Rio de Janeiro praticamente não tem mais vegetação original," a qual se encontra "nas áreas de encosta, maciços e morros da cidade". Até 2007, havia prioridade para espaços desmatados em encostas próximas a comunidades de baixa renda, com alto risco de ocupação irregular ou que compõem bacias hidrográficas sujeitas a enchentes, assoreamento de rios e canais de drenagem. Desde pelo menos 2005, o Programa define as áreas de atuação por meio de estudos técnicos do IBAMA e de universidades do Rio de Janeiro.
Um estudo de 2006 da Universidade Federal Rural do Rio de Janeiro (UFRRJ) demonstrou que o reflorestamento realizado na Serra da Posse apresentava uma estrutura diamétrica compatível com uma floresta nativa jovem, com desenvolvimento satisfatório. Em 2008, outra pesquisa da UFRRJ destacou o trabalho do Programa Mutirão Reflorestamento na marcação e no registro de 1250 árvores matrizes de 141 espécies diferentes para a produção de mudas florestais. Um terceiro estudo da mesma universidade, de 2009, estabeleceu uma metodologia para o monitoramento do Programa.
Em 2015, a pesquisa de Ana Carmo, do Jardim Botânico do Rio de Janeiro, tendo como base o Parque Natural Municipal do Penhasco Dois Irmãos revelou que as áreas reflorestadas pelo Programa apresentavam "alta frequência de indivíduos nas primeiras classes de diâmetro, fator importante e indicador de regeneração da floresta", ressalvando a necessidade de ações de enriquecimento para aumentar o número de espécies e melhorar a resiliência da área. Em 2016, levantamento realizado no âmbito da PUC-Rio indicou que o Programa teve eficiência no reflorestamento em todas as suas obras na comparação da cobertura florestal entre 1999 e 2008.

## Outros biomas
A partir do projeto Eco Orla, o Programa começou a produzir mudas de restingas, recuperando áreas da Praia da Reserva, entre a Barra da Tijuca e o Recreio dos Bandeirantes. Com o sucesso dessa vertente, o plantio de restingas foi ampliado para Grumari. O programa também promoveu a recuperação de mangues, como no Jequiá, na Ilha do Governador.

## Realizações
Em 2007, na celebração de 20 anos de programa, o Mutirão Reflorestamento contabilizava o plantio de 4 milhões de árvores no município do Rio de Janeiro. Em 2013, o Programa havia alcançado 3 mil hectares de floresta em 150 pontos do Rio de Janeiro, contando com 800 trabalhadores e somando mais de 6 milhões de mudas plantadas. Em 2019, a prefeitura celebrou o plantio de 10 milhões de mudas e 3,4 mil hectares. Em 2021, a prefeitura do Rio computou 3.460 hectares recuperados.
Entre 1987 e 2019, 15 mil moradores de comunidades participaram do Programa, recebendo uma bolsa-auxílio que representava a única fonte de renda para 60% das famílias. Em 2019, a Secretaria Municipal do Meio Ambiente editou o livro "33 Anos Plantando Florestas no Rio de Janeiro", com imagens antes e depois dos plantios em cada um dos morros e encostas restaurados com o projeto.

## Reconhecimento
Em 1990, o Programa Mutirão Reflorestamento foi selecionado pelo "Projeto Megacidades", da ONU, integrando a publicação Environmental Innovation for Sustainable Mega-Cities: sharing approaches that work. Em 1997, o programa foi escolhido como uma das "100 Experiências Brasileiras de Desenvolvimento Sustentável e Agenda 21" pelo Ministério do Meio Ambiente, sendo ainda selecionado como um dos 20 melhores projetos no Concurso Gestão Pública e Cidadania, realizado em conjunto pela Fundação Getúlio Vargas e pela Fundação Ford.
No ano seguinte, o programa foi indicado para integrar o banco de dados mundial Best Practices and Local Leadership Programme, do Programa das Nações Unidas para os Assentamentos Humanos (UN-Habitat), quando também recebeu o Prêmio CREA-RJ de Meio Ambiente. Em 1999, o programa foi agraciado com o Prêmio Projeto Modelo, da Society for Ecological Restoration, e recebeu uma menção honrosa na edição de 2002 do Metropolis Awards.

## Críticas
Já em 1989, alguns estudiosos apresentavam questionamentos a respeito dos propósitos e da estrutura do Programa Mutirão Reflorestamento. Fontes e Coelho destacam que o projeto surgiu na sequência de outros que buscavam combater as favelas sem considerar os aspectos sociais que levaram à ocupação desses espaços urbanos. Além disso, artigo elaborado por pesquisadores da UNIRIO em 2017 ressalta que os "mutirantes", membros das equipes locais do programa, representam mão-de-obra em condições precárias, sem direitos trabalhistas.

A respeito da estrutura do programa, a pesquisadora Caroline Souza, da UERJ, ponderou que a participação do Estado no projeto, com remuneração e controle dos trabalhadores, acabou enfraquecendo o aspecto de mutirão comunitário. Com a adoção de um fator de produtividade, a partir de 1995, houve um fomento à competição entre os "mutirantes" e eventuais efeitos negativos para o próprio reflorestamento, com excesso de mudas em uma área limitada, inclusive de plantas que não são nativas da Mata Atlântica.